# Marand (Syria)
Marand – wieś w Syrii, w muhafazie Idlib. W 2004 roku liczyła 734 mieszkańców.